# Mike Fung-A-Wing
Mike Fung-A-Wing (Paramaribo, 18 december 1978) is een zwemmer uit Suriname.
Op de Olympische Zomerspelen 1996 zwom Fung-a-Wing de 100 meter rugslag. 
Vier jaar later, op de Olympische Zomerspelen 2000 zwom hij wederom de 100 meter rugslag.